# Église Saint-Hilaire de Saint-Hilaire-la-Croix
Pour les articles homonymes, voir Église Saint-Hilaire.
L'église Saint-Hilaire ou anciennement église Sainte-Madeleine est une église catholique située à Saint-Hilaire-la-Croix, en France.

## Localisation
L'église est située dans le département français du Puy-de-Dôme, sur la commune de Saint-Hilaire-la-Croix.

## Description
L'ensemble de la construction est plutôt homogène, même si quelques modifications furent apportées aux portails. À l'intérieur est conservé un bel ensemble de chapiteaux historiés romans.

## Historique
Cette église s'inscrit dans les chantiers de la seconde moitié du XIIe siècle, à la charnière entre arts roman et gothique, conservant des structures traditionnelles mais accueillant progressivement les nouveautés. Son édification pourrait correspondre aux années 1175, lorsque les relations de la chapelle avec la collégiale d'Artonne sont formalisées.
L'édifice est classé au titre des monuments historiques en 1862 et 1889.